# 1930 au Nouveau-Brunswick
Chronologie du Nouveau-Brunswick
- 1926
- 1927
- 1928
- 1929
- 1930
- 1931
- 1932
- 1933
- 1934

Cette page concerne des événements d'actualité qui se sont produits durant l'année 1930 dans la province canadienne du Nouveau-Brunswick.

## Événements
- 23 avril : Wendell P. Jones devient chef de l'association libérale. Il démissionnera trois mois plus tard et Allison Dysart se charge en tant que chef intérimaire du parti.
- 10 juin : 37e élection générale néo-brunswickoise.
- 28 juillet : le Parti conservateur de Richard Bedford Bennett remporte les élections fédérales avec 138 députés élus contre 86 libéraux, 2 candidats indépendants et 18 députés provenant de tiers partis. Au Nouveau-Brunswick, le résultat est de 10 conservateurs et 1 libéraux.
- 7 août : Richard Bedford Bennett devient le premier néo-brunswickois à être nommé premier ministre du Canada.

## Naissances
- 2 janvier : Donat Chiasson, archevêque de Moncton.
- 9 avril : Wallace McCain, homme d'affaires et entrepreneur.
- 29 juin : Viola Leger, actrice et sénatrice.
- 14 juillet : Clarence Cormier, ministre, député et maire.

## Décès
- 15 avril : Henry Powell, député.
- 13 juillet : Thomas Aaron Hartt, député.
- 9 novembre : Placide Gaudet, archivist, enseignant, rédacteur et généalogiste.